# Le Cros
Le Cros település Franciaországban, Hérault megyében. Lakosainak száma 57 fő (2022. január 1.). Le Cros La Couvertoirade, Campestre-et-Luc, Le Caylar, Pégairolles-de-l’Escalette, Saint-Félix-de-l’Héras, Saint-Michel és Sorbs községekkel határos.

## Népesség
A település népességének változása:
| Lakosok száma | 49   | 34   | 32   | 35   | 52   | 54   | 55   | 56   | 56   | 57   |
|               | 1968 | 1982 | 1990 | 2006 | 2013 | 2015 | 2017 | 2019 | 2020 | 2022 |